# Rudi Rohrmüller
Rudolf „Rudi“ Patrick Rohrmüller (* 19. Oktober 1991 in Rosenheim) ist ein deutscher Squashspieler und -trainer.

## Karriere
Rudi Rohrmüller spielte im Jahr 2008 erstmals auf der PSA World Tour. Seine höchste Platzierung in der Weltrangliste erreichte er mit Position 239 im Dezember 2009. Mit der deutschen Nationalmannschaft nahm er von 2010 bis 2016 jedes Jahr und nochmals 2019 an den Europameisterschaften teil. 2017 und 2019 stand er im deutschen Kader bei einer Weltmeisterschaft. 2010 trat er bei der Europameisterschaft im Einzel an, bei der er in der ersten Runde gegen Thierry Lincou in vier Sätzen verlor.
Er hat eine Ausbildung zum Sport- und Fitnesskaufmann absolviert. Seine Schwester Kathrin Hauck war ebenfalls als Squashspielerin aktiv.
Von Juli 2015 bis 2018 war er Trainer der österreichischen Nationalmannschaft der Junioren.